# Marilynne Robinson

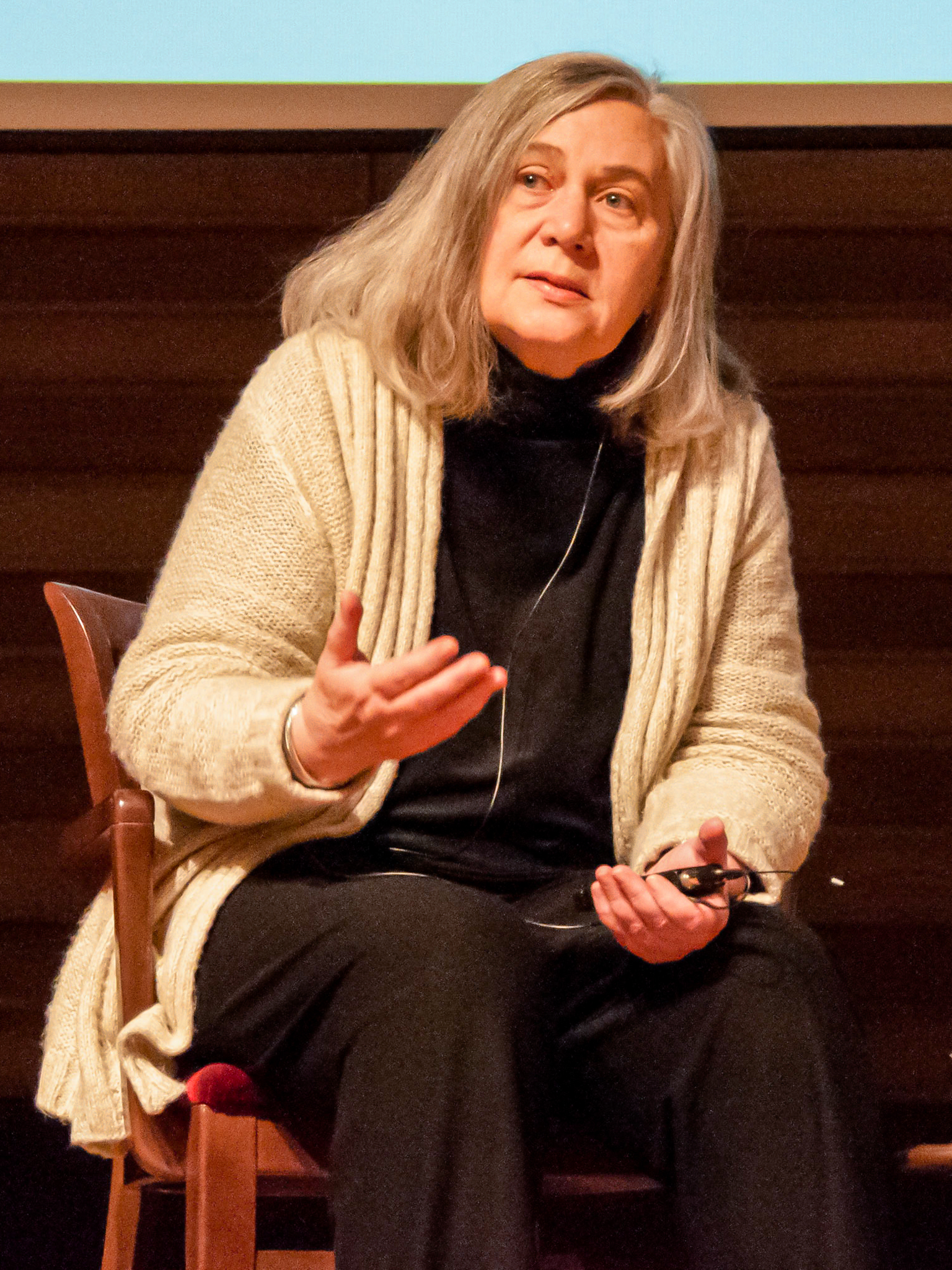
Marilynne Robinson (2012)

Marilynne Summers Robinson (* 26. November 1943 als Marilynne Summers in Sandpoint, Idaho) ist eine US-amerikanische Romanautorin und Essayistin.

## Leben und Werk
Ihre Eltern waren John J. Summers, Angestellter in einem Holzwerk, und Ellen Harris Summers.    Robinson studierte am Pembroke College, dem früheren Frauencollege der Brown University, und wurde 1977 an der University of Washington in Anglistik promoviert. Ihr älterer Bruder David Summers arbeitet als Kunsthistoriker.
Ihr Elternhaus war Mitglied der Presbyterianische Kirchen, sie trat später der kongregationalen Gemeinde bei und hielt auch Gottesdienste ab und sprach Andachten. Sie war von 1967 bis zur Scheidung 1989 mit dem Schriftsteller und Universitätsprofessor Fred Miller Robinson verheiratet. Aus der Ehe stammen zwei Söhne.
Sie schrieb fünf bedeutende Romane, Housekeeping (1980), Gilead (2004), Home (2008), Lila (2014) und Jack (2020), für die sie mit mehreren Preisen ausgezeichnet wurde. Darüber hinaus veröffentlichte sie eine ganze Reihe von Sachbüchern sowie Essays und Artikel in Zeitschriften wie Harper’s Magazine, The Paris Review oder The New York Times Book Review.
Robinson war Gastprofessorin an verschiedenen Hochschulen wie der University of Kent, dem Amherst College, der University of Massachusetts und der Yale University. 2010 wurde sie zum Mitglied der American Academy of Arts and Sciences und der American Academy of Arts and Letters gewählt.
Robinson unterrichtete von 1991 bis 2016 am Iowa Writers’ Workshop; sie lebt in Iowa City.
In Deutschland sind Robinsons Werke noch weitgehend unbekannt, allerdings stellt die deutsche Veröffentlichung von Lila (2015), dem dritten Band der Gilead-Trilogie, einen großen Schritt in Richtung einer Entdeckung der Autorin im deutschen Sprachraum dar, so die Literaturkritik in Zeitungen und Rundfunk.

## Werke
Romane
- Housekeeping. Farrar, Strauss & Giroux, 1980, ISBN 0-374-17313-3.
  - Das Auge des Sees. Deutsch von Sabine Reinhardt. Kiepenheuer und Witsch, Köln 1984, ISBN 3-462-01655-5.
  - auch als: Haus ohne Halt. Übersetzt und überarbeitet von Sabine Reinhardt-Jost. edition fünf, Hamburg 2012, ISBN 978-3-942374-23-1.
- Gilead. Farrar, Strauss & Giroux, 2004, ISBN 0-374-15389-2.
  - Gilead. Übersetzt von Karl-Heinz Ebnet. Brendow, Moers 2006, ISBN 3-86506-152-4.
  - Gilead. Übersetzt von Uda Strätling. S. Fischer, Frankfurt am Main 2016, ISBN 978-3-10-002459-6.
- Home. Farrar, Strauss & Giroux, 2008, ISBN 978-0-374-29910-1.
  - Zuhause. Übersetzung Uda Strätling. S. Fischer, Frankfurt am Main 2018
- Lila. Farrar, Strauss & Giroux, 2014, ISBN 978-0-374-18761-3.
  - Lila. Übersetzt von Uda Strätling. S. Fischer, Frankfurt am Main 2015, ISBN 978-3-10-002430-5.
- Jack. Farrar, Strauss & Giroux, 2020, ISBN 978-0-374-27930-1.

Sachliteratur
- Mother Country: Britain, the Welfare State and Nuclear Pollution. Farrar, Strauss & Giroux, 1989.
- The Death of Adam: Essays on Modern Thought. Picador, New York 1998.
- Absence of Mind: The Dispelling of Inwardness from the Modern Myth of the Self. Terry Lectures. Yale UP, New Haven 2010.
- When I Was a Child I Read Books: Essays. Farrar, Strauss & Giroux, 2012 [For my brother David Summers, first and best of my teachers].
- The Givenness of Things: Essays. Farrar, Straus and Giroux, 2015.
- What are we doing Here?  Essays. Farrar, Straus and Giroux, 2018.
- Reading Genesis. Farrar, Straus and Giroux, 2024, ISBN 978-0374299408.

## Auszeichnungen
- 1980 PEN Award für den besten Roman für Housekeeping, der auch für den Pulitzer-Preis nominiert wurde
- 1999 PEN/Diamonstein-Spielvogel Award for the Art of the Essay für The Death of Adam
- 2005 Pulitzer Prize for Fiction für Gilead
- 2005 National Book Critics Circle Award / Fiction für Gilead
- 2005 Ambassador Book Award für Gilead
- 2008 Los Angeles Times Book Prize für Home
- 2009 Orange Prize for Fiction für Home
- 2012 National Humanities Medal
- 2013 Park-Kyung-ni-Literaturpreis
- 2014 National Book Critics Circle Award / Fiction für Lila
- 2015 Besuch von Präsident Barack Obama  in Des Moines zur Begegnung mit ihr[10]
- 2016 Shortlist des International DUBLIN Literary Award mit Lila
- 2016 Holbrooke Award for Lifetime Achievement des Dayton Literary Peace Prize
- 2016 Premio Autore Straniero des Premio Mondello
- 2016 United States Library of Congress Prize for American Fiction[11]